# Torsten Akmann

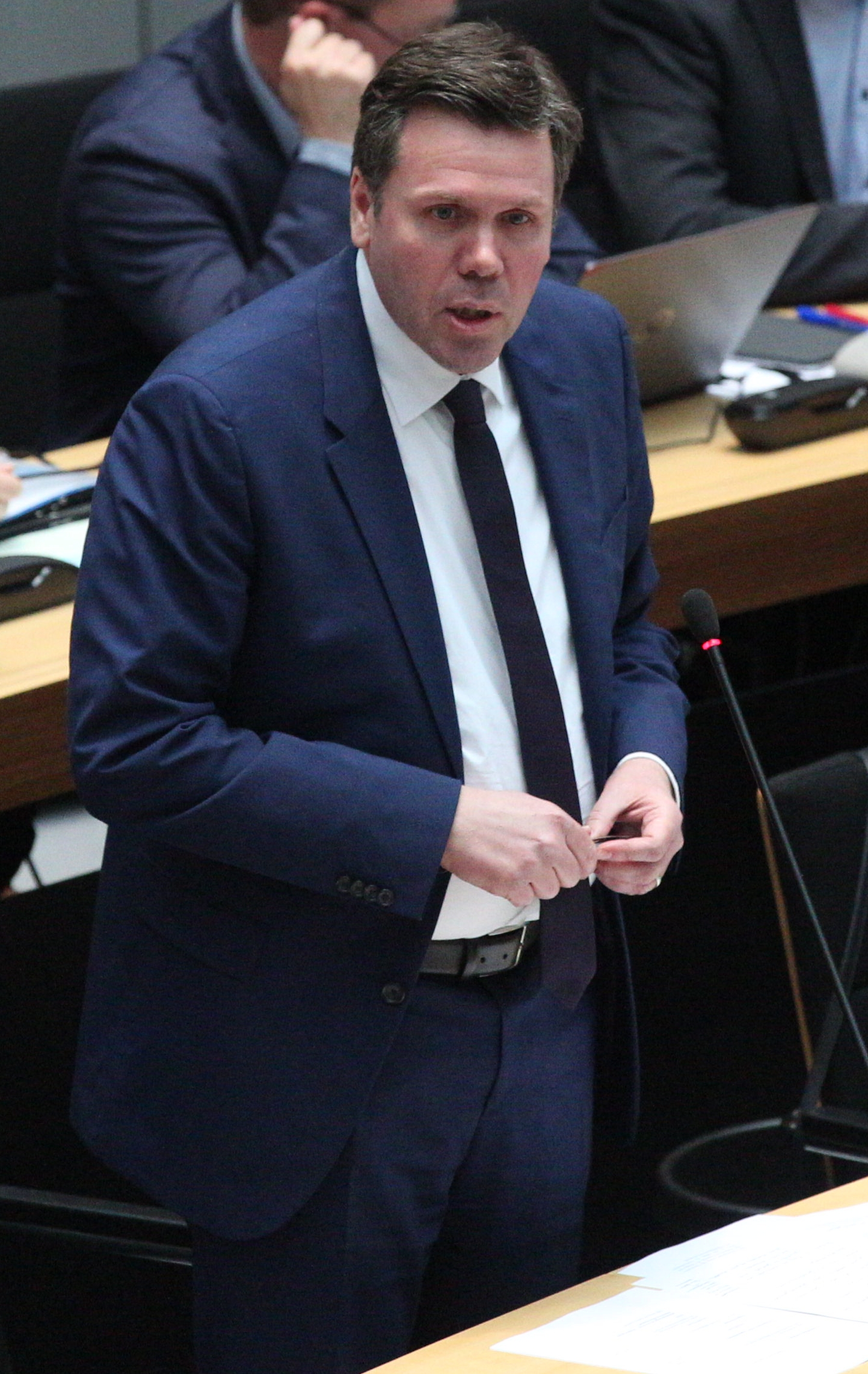
Torsten Akmann (2017)

Torsten Akmann (* 1965 in Aurich, Niedersachsen) ist ein deutscher Verwaltungsjurist und seit Juni 2024 Vizepräsident des Militärischen Abschirmdienstes. Zuvor war er von Dezember 2016 bis Februar 2023 Staatssekretär in der Senatsverwaltung für Inneres und Sport in Berlin.

## Leben

### Ausbildung
Akmann legte sein Abitur 1984 ab und absolvierte zunächst eine kaufmännische Ausbildung in Bremen. Er leistete 1987 seinen Zivildienst in Bremen und studierte von 1989 bis 1995 Rechtswissenschaften an der Universität Göttingen. Er trat 1993 in die SPD ein und legte 1995 das Erste Juristische Staatsexamen in Göttingen ab. Er machte das Rechtsreferendariat im Oberlandesgerichtsbezirk Celle und durchlief unter anderem Stationen in der SPD-Landtagsfraktion und im Niedersächsischen Innenministerium und legte das Zweite Juristische Staatsexamen 1998 in Hannover ab.

### Laufbahn
Akmann trat als Grundsatzreferent im Ministerbüro des Thüringer Innenministers Richard Dewes (SPD) in den öffentlichen Dienst ein. Im Jahr 2000 wechselte er als Referent in die Polizeiabteilung des Bundesministeriums des Innern. Im selben Ministerium wurde er 2002 Referent im Ministerbüro des Bundesministers Otto Schily (SPD). Er übernahm 2003 im Bundeskanzleramt die Funktion des Referenten im Spiegelreferat für das Bundesinnenministerium mit der Zuständigkeit für die BMI-Sicherheitsabteilung (Polizei- und Verfassungsschutzangelegenheiten). Von 2007 bis 2009 war er Referatsleiter (Referatsgruppe „Inneres und Recht“) und Beauftragter für den BND-Untersuchungsausschuss im Bundeskanzleramt. Danach nahm er in den Jahren 2009 und 2010 einen Lehrauftrag an der Universität Erfurt (Staatswissenschaftliche Fakultät zum Recht der Nachrichtendienste) wahr.
Akmann kehrte 2010 im Amt eines Ministerialrates als Referatsleiter zurück in das Bundesministerium des Innern. Dort leitete er ein Referat der Abteilung „Öffentliche Sicherheit“ und beschäftigte sich bis 2014 mit Angelegenheiten des Verfassungsschutzes, der Spionageabwehr, des Wirtschaftsschutzes und übte die Fachaufsicht über die Abteilung 4 (Spionageabwehr) des Bundesamtes für Verfassungsschutz aus. Daneben war er von 2012 bis 2013 Leiter der Geschäftsstelle der Bund-Länder-Regierungskommission „Rechtsterrorismus“, welche die Innenministerkonferenz und das Bundesinnenministerium zur Aufklärung des NSU-Komplexes einrichteten. Im Jahr 2014 änderte sich seine Zuständigkeit als Referatsleiter in der Abteilung „Öffentliche Sicherheit“ und er wurde Beauftragter für den NSA-Untersuchungsausschuss.
Nach Bildung des Senats von Berlin (Senat Müller II) im Jahr 2016 wurde er unter dem neuen Innensenator Geisel im Dezember 2016 zum Staatssekretär in der Senatsverwaltung für Inneres und Sport. ernannt und war zuständig für das Staats- und Verwaltungsrecht, die Öffentliche Sicherheit und den Berliner Verfassungsschutz. Akmann blieb ab dem 21. Dezember 2021 unter Geisels Nachfolgerin Spranger im Amt, bis er im Februar 2023, nach der Wiederholungswahl zum Berliner Abgeordnetenhaus und noch vor der Neubildung des Senats, in den einstweiligen Ruhestand versetzt wurde.
Im Juni 2024 wurde Akmann zum Vizepräsidenten des Militärischen Abschirmdienstes ernannt.

## Rezeption als Staatssekretär
Akmann erwarb sich in Berlin überparteilich den Ruf eines anerkannten Fachmanns. Regelmäßig referierte er an der Seite des Senators oder der Senatorin im Innenausschuss des Abgeordnetenhauses über Kriminalität, Extremismus oder Terrorismus. Bei der Aufarbeitung des islamistischen Terroranschlags 2016 am Breitscheidplatz mit 13 Toten und etwa 70 Verletzten spielte er eine maßgebliche Rolle.
Als Folge wurden in Akmanns Amtszeit die Berliner Sicherheitsbehörden an der Spitze personell und in der Struktur robuster aufgestellt und an die Gefahrenlage einer Hauptstadt angepasst. Laut Behördenspiegel deckte Akmann als Führungspersönlichkeit viele signifikante Themen ab und hatte maßgeblichen Anteil an zahlreichen positiven Entwicklungen. Dazu gehörten unter anderem eine deutliche verbesserte Ausstattung, ein Stellenzuwachs und eine Besoldungsanhebung bei der Berliner Polizei und Feuerwehr. Zudem wurde in seiner Amtszeit die Polizeipräsenz im Berliner Stadtbild erhöht, unter anderem durch den verstärkten Einsatz von Kontaktbereichsbeamten, von polizeilichen Fahrradstreifen, von mobilen Wachen und den Neubau der Wache am Alexanderplatz. Auch die Bekämpfung der sog. Clankriminalität (vgl. Der Spiegel Nr. 8 vom 16. Februar 2019), eine verbesserte Abschiebung von Mehrfach- und Intensivstraftätern sowie ein entschlossenes Vorgehen gegen den islamistischen Terrorismus, den Rechtsextremismus sowie den Extremismus in Behörden werden mit Akmann verbunden.
In Akmanns Amtszeit wurden durch die Innenverwaltung mehrere Gesetze auf den Weg gebracht, u. a. das Katastrophenschutzgesetz, das Allgemeine Sicherheits- und Ordnungsgesetz, das Versammlungsfreiheitsgesetz sowie das Gesetz über die psychosoziale Notfallversorgung. Akmann vernetzte die Sicherheitsinteressen Berlins auf internationaler Ebene durch Aktivitäten und Vorträge im Strong Cities Network, im European Forum for Urban Security sowie im Deutsch-Europäischen Forum für Urbane Sicherheit. 2019 hat Akmann den inzwischen in der jüdischen Community Berlins etablierten Runden Tisch gegen antisemitische Gewalt ins Leben gerufen.